# Läderach
La Läderach è un'azienda svizzera a conduzione familiare specializzata nel settore della produzione di cioccolato di qualità.
È stata fondata nel 1962 da Rudolf Läderach (1929–2013) a Ennenda, una frazione di Glarona, il padre era titolare di una panetteria a Netstal, un'altra frazione di Glarona. A Ennenda si trova tuttora la principale sede produttiva nella quale lavorano oltre 240 dipendenti.
A dirigere l'azienda oggi è Johannes Läderach, nipote del fondatore. La produzione comprende una vasta gamma di praline, specialità dolciarie e semilavorati.
La Läderach è una delle 18 aziende appartenenti alla Chocosuisse, la federazione dei fabbricanti svizzeri di cioccolato ed è membro della World Cocoa Foundation.